# Ветеринарний комір

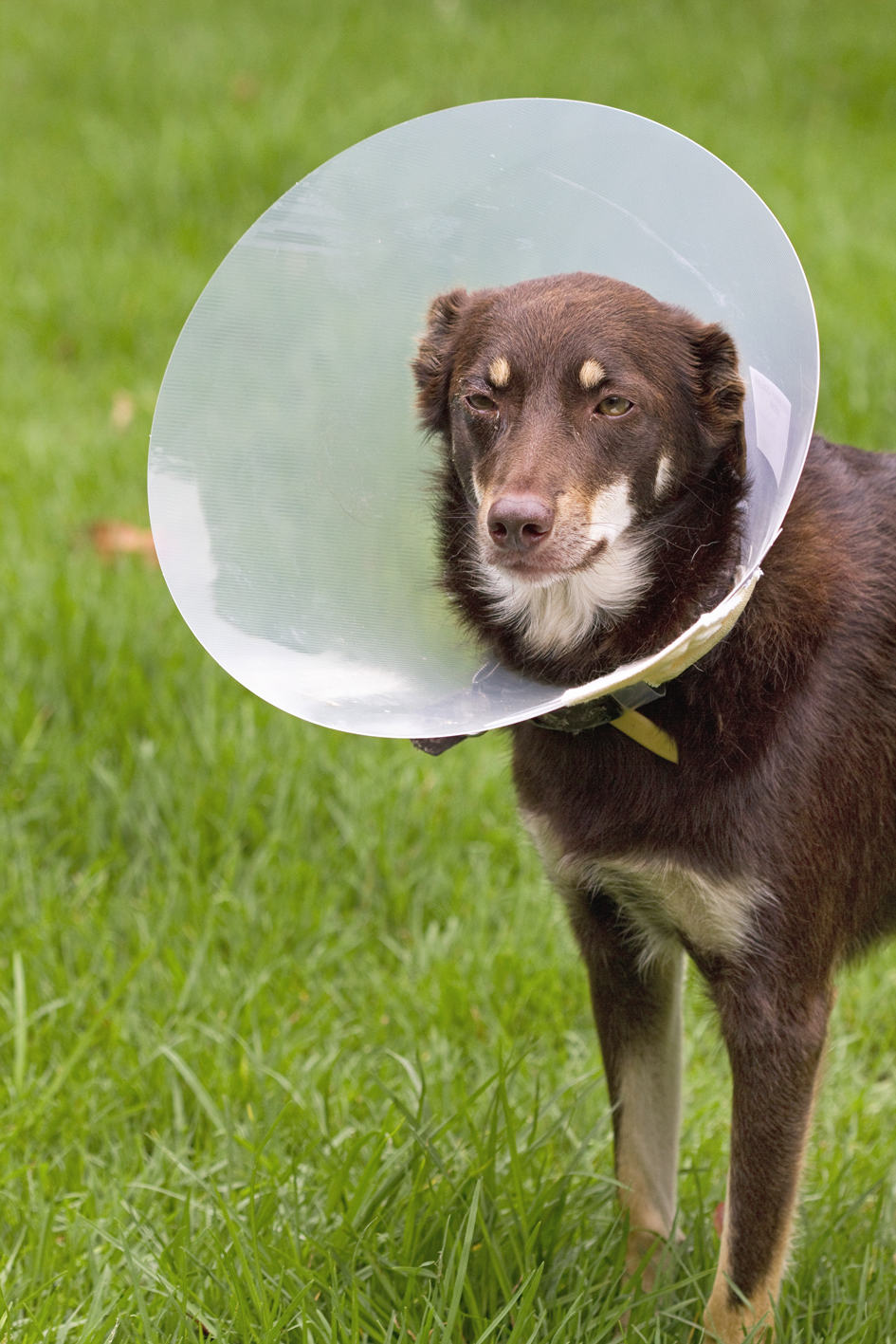
Австралійський келпі з єлизаветинським коміром, надітим для лікування інфекції очей

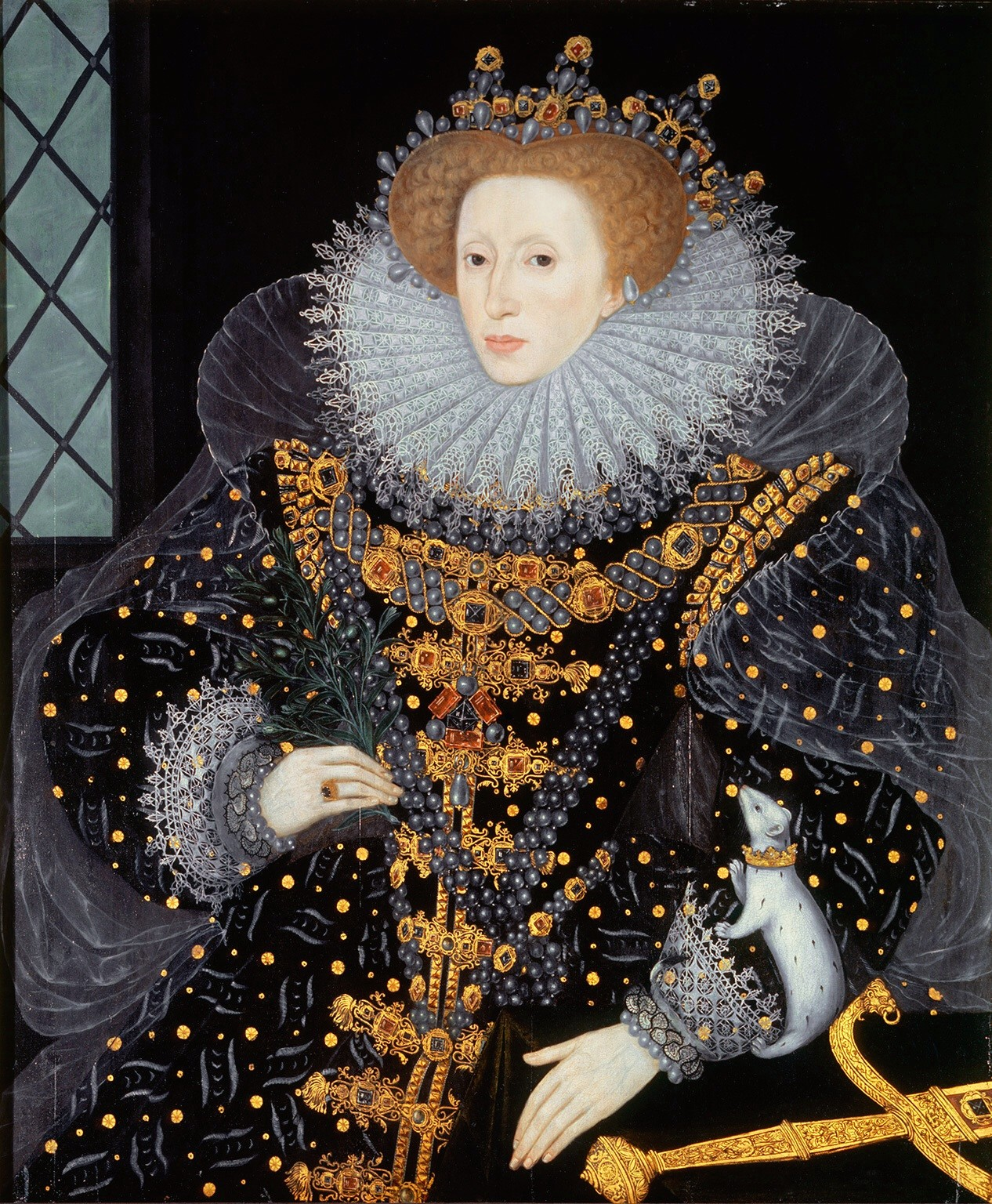
Комір Єлизаветинської епохи, в честь яких вони були названі. Портрет Єлизавети I Ermine Portrait, Вільям Сегар

Елизаветинский комір, захисний комір, післяопераційний комір, ветеринарний конус — медичне пристосування для тварин, найчастіше собак або кішок, у формі зрізаного конуса. Служить для того, щоб не давати тварині лизати і гризти пошкодження або пов'язки на тілі, а також роздряпували і розчісувати пошкодження або пов'язки на голові або шиї. Це запобігає збільшенню пошкоджень й перешкоджає внесенню вторинної інфекції.
Комір прикріплюється до нашийника вихованця за допомогою зав'язок, які протягують через отвори з боків біля основи коміра. Комір повинен бути досить коротким, щоб не заважати тваринам їсти й пити. Хоча більшість домашніх тварин звикають до коміра досить добре, деякі відмовляються від їжі і пиття з надітим коміром, для таких тварин комір тимчасово знімають під час їжі.
Коміри зазвичай можна придбати у ветеринарів або в зоомагазинах, також їх можна зробити самостійно з пластмаси та картону або з пластикових горщиків для квітів, сміттєвих кошиків, відер або абажурів. Сучасні коміри можуть мати по краях м'яку тканину для збільшення комфорту тварини і липучки для зручності кріплення і зняття.
Єлизаветинські коміри були винайдені на початку 1960-х років Френком Л. Джонсоном і, через схожість зовнішнього вигляду, названі на честь комірів-фрез, які носили в Єлизаветинську епоху.

## Типи комірів

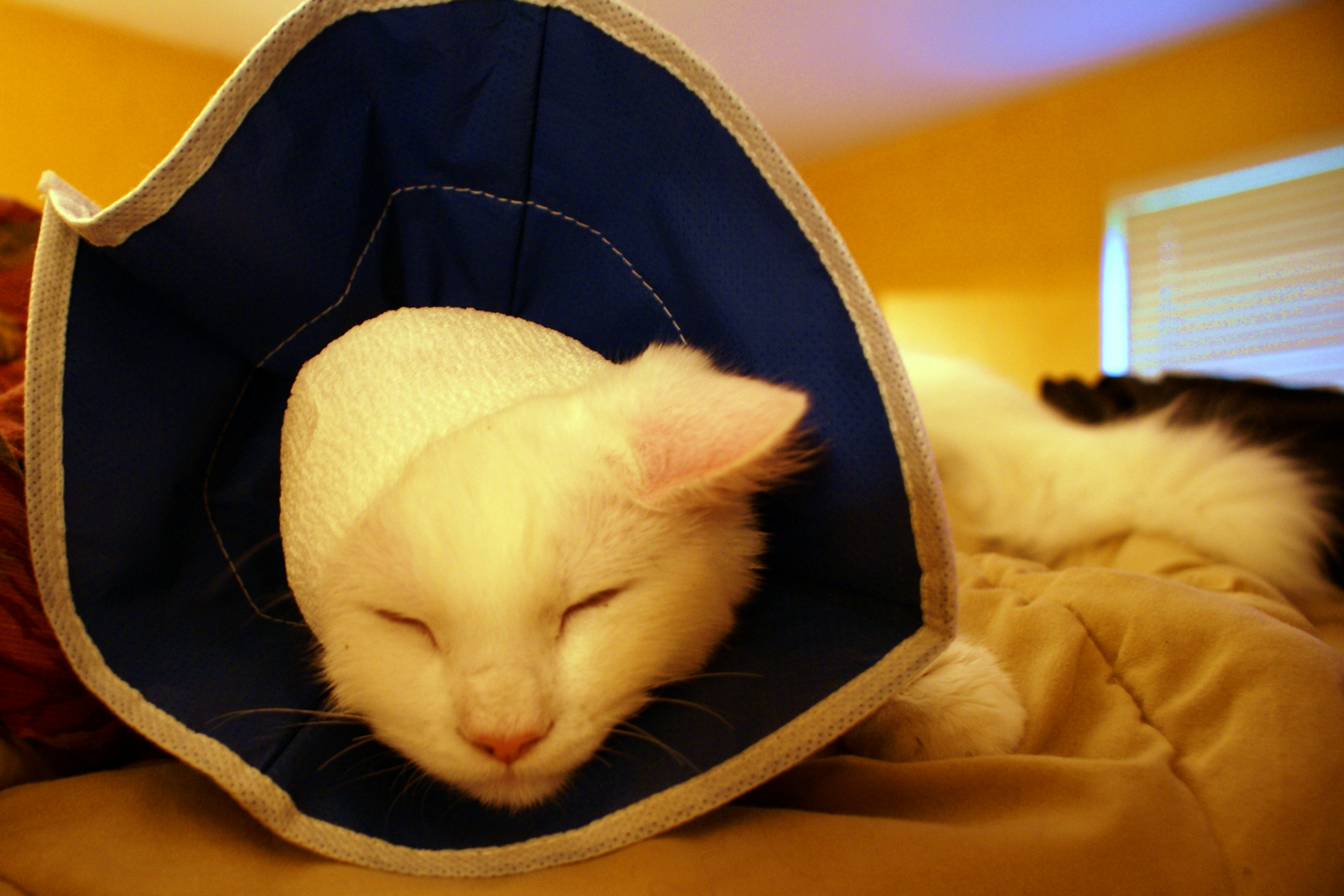
Комір з м'якої тканини.
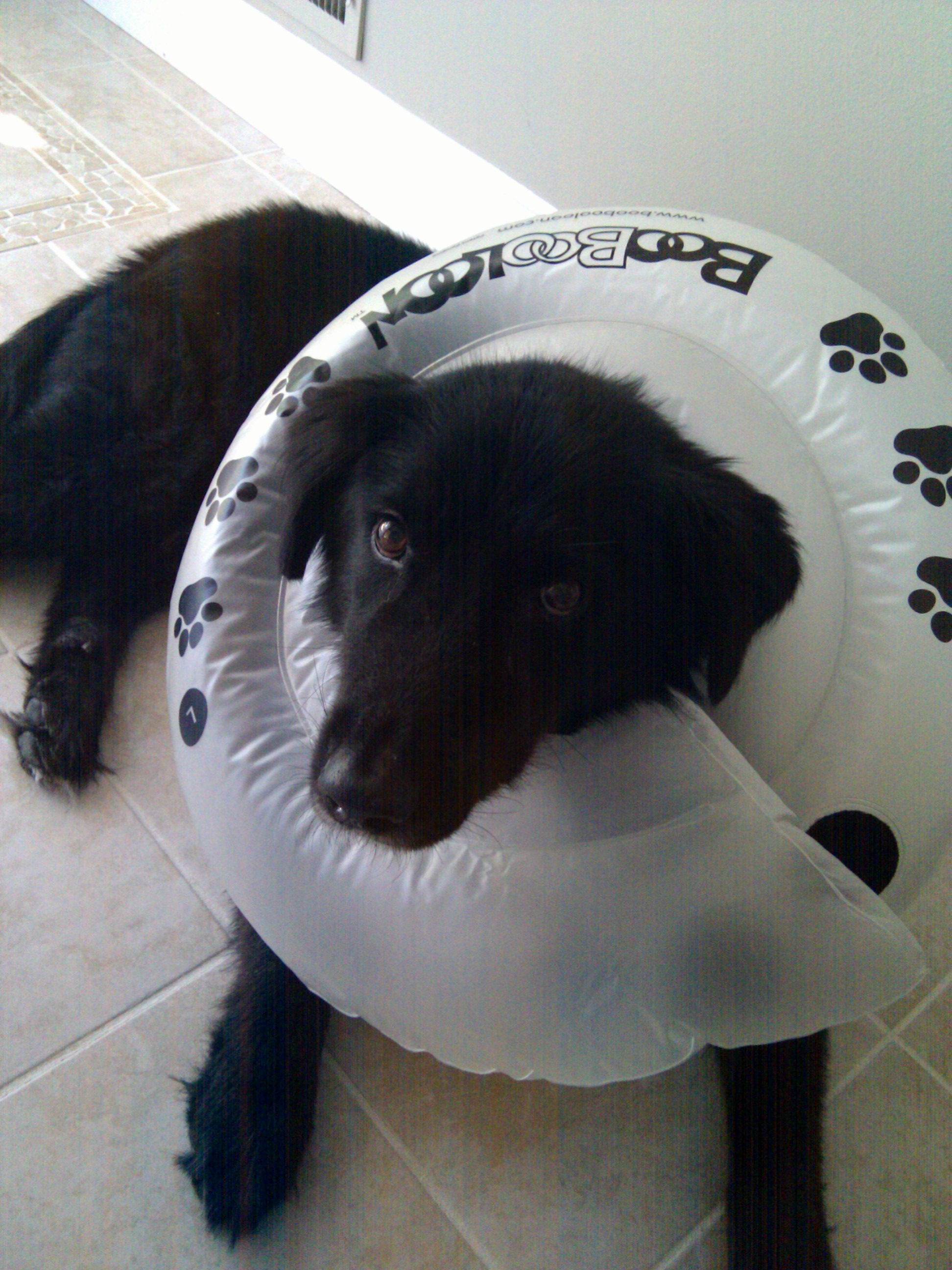
Надувний комір. Більш зручний, не заважає тваринам їсти і пити.
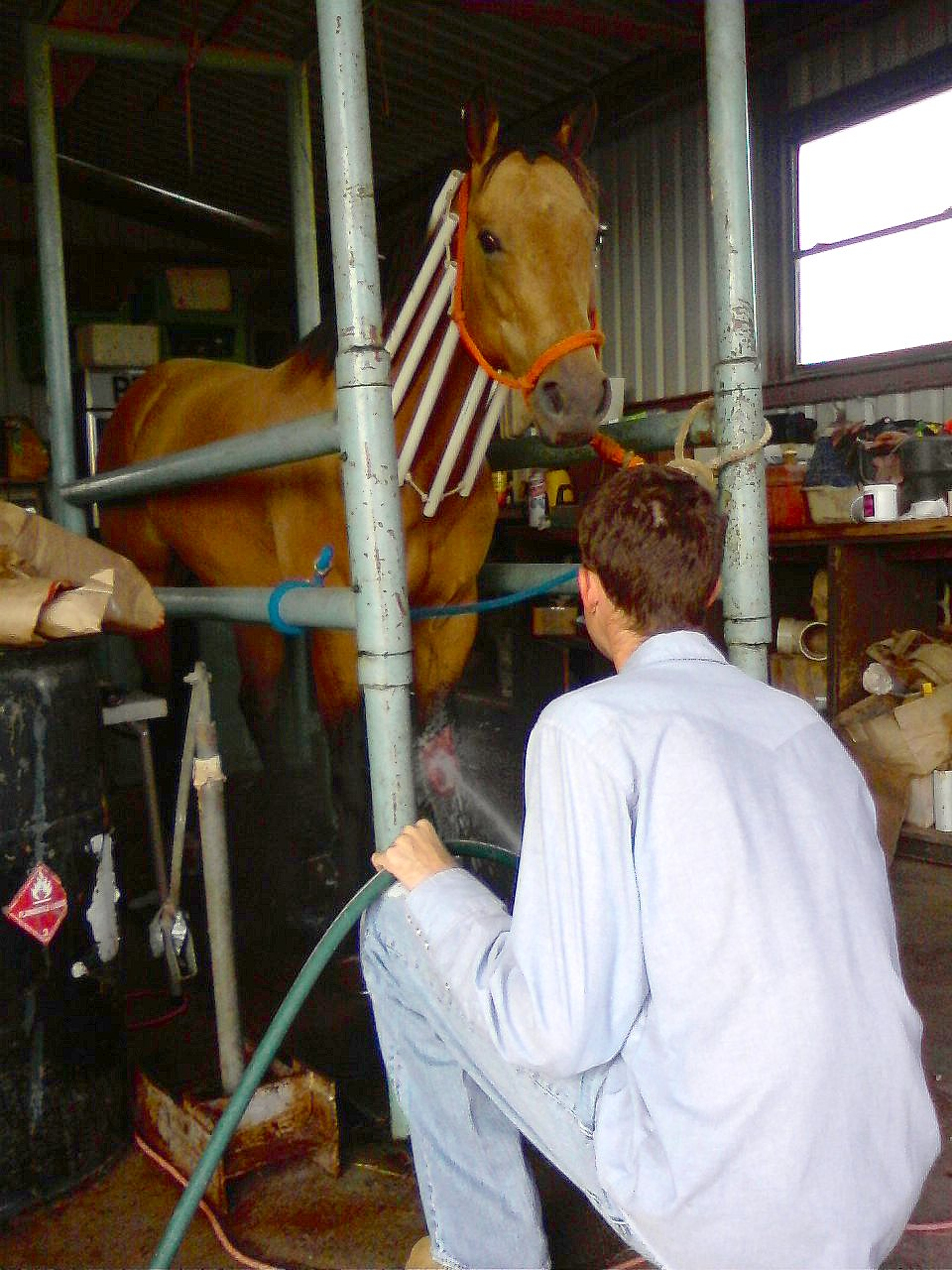
Комір для коня.
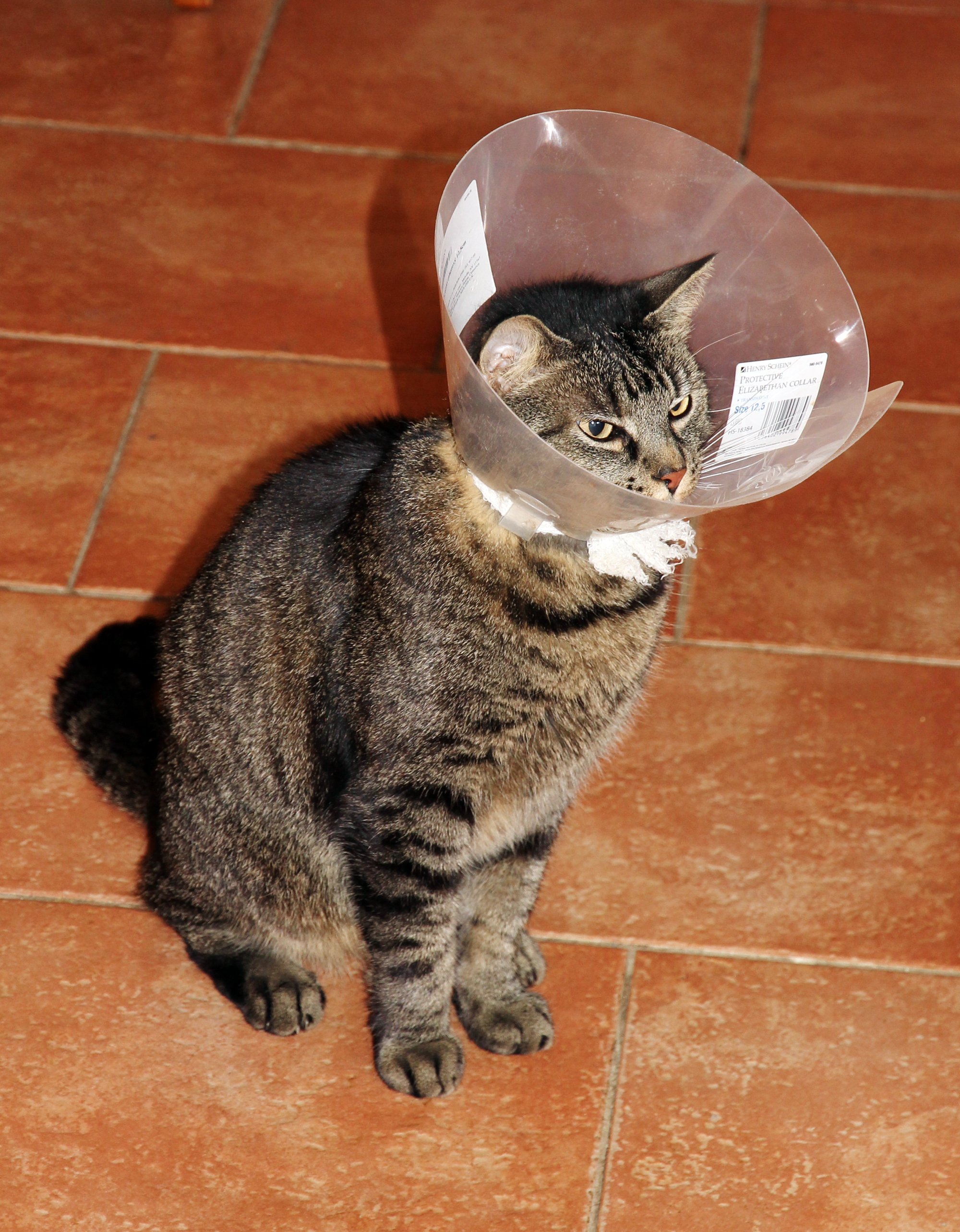